# Черкаська вулиця (Київ)
Черка́ська ву́лиця — вулиця в Шевченківському районі міста Києва, місцевості Дехтярі, Нивки. Пролягає від Магістральної вулиці та Авіаконструктора Ігоря Сікорського до вулиці Януша Корчака.
Прилучаються вулиці Сонячна, Наталі Забіли (двічі) та прохід до вулиць Калинової і Василя Данилевича.

## Історія
Вулиця відома з 1913 року під назвою Центральна. Сучасна назва — з 1955 року, на честь міста Черкаси.

## Сирецький дуб
Поблизу будинку № 17/69 росте так званий Сирецький дуб. Його вік — понад 450 років, висота — 20 м, обхват стовбура — 4,90 м. У 2008 році взятий під охорону як пам'ятка природи місцевого значення.

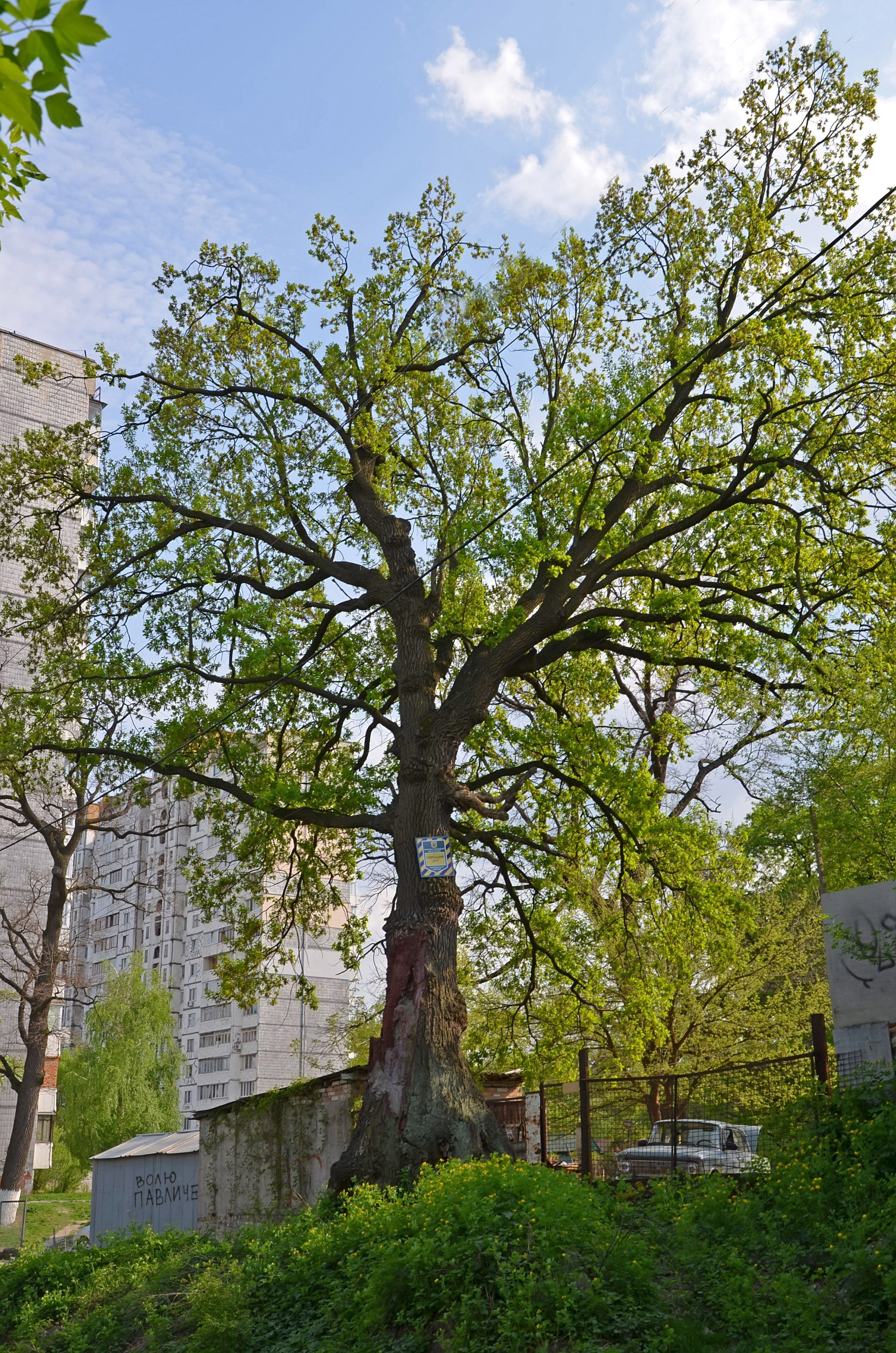
Сирецький дуб
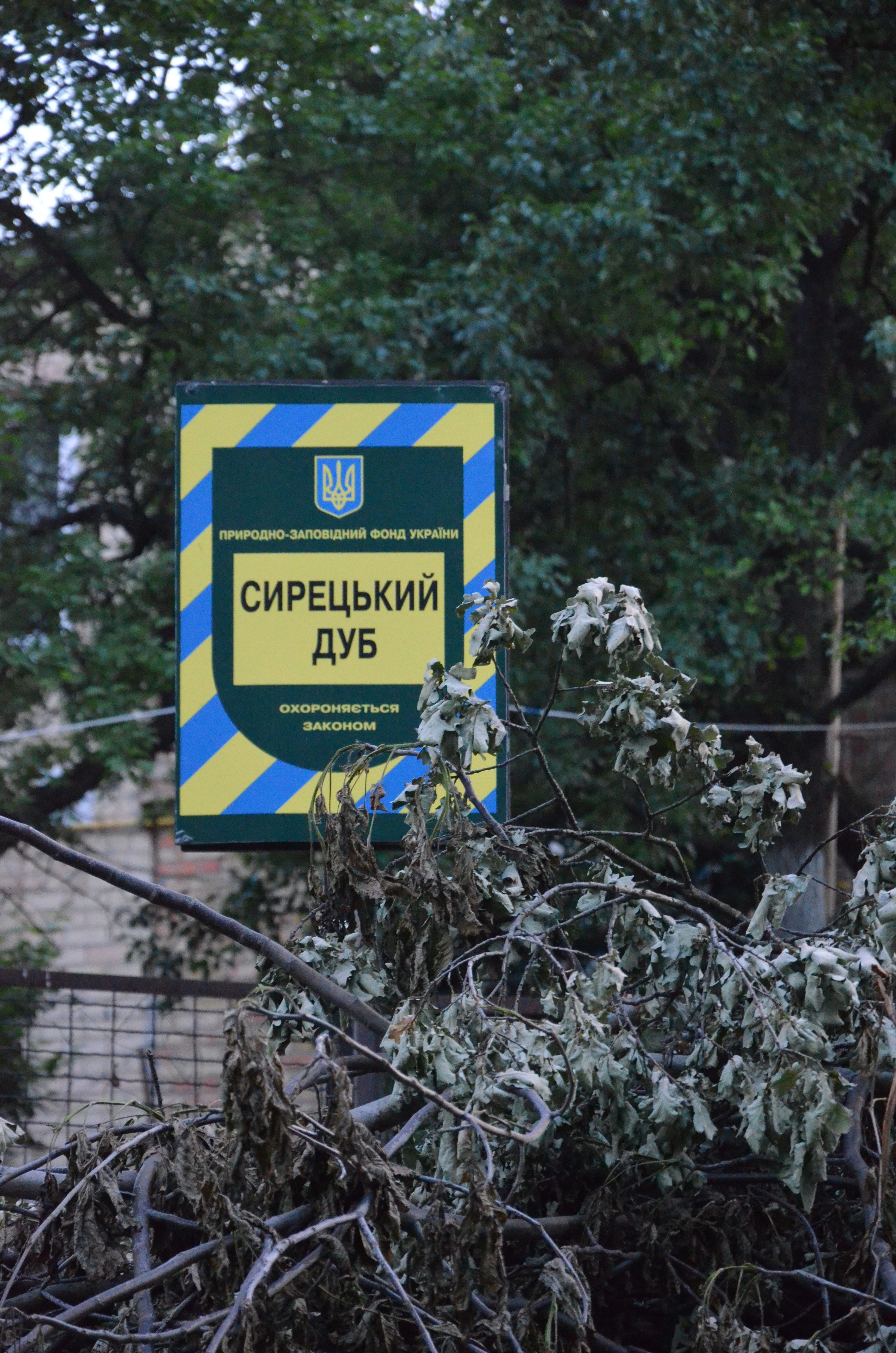
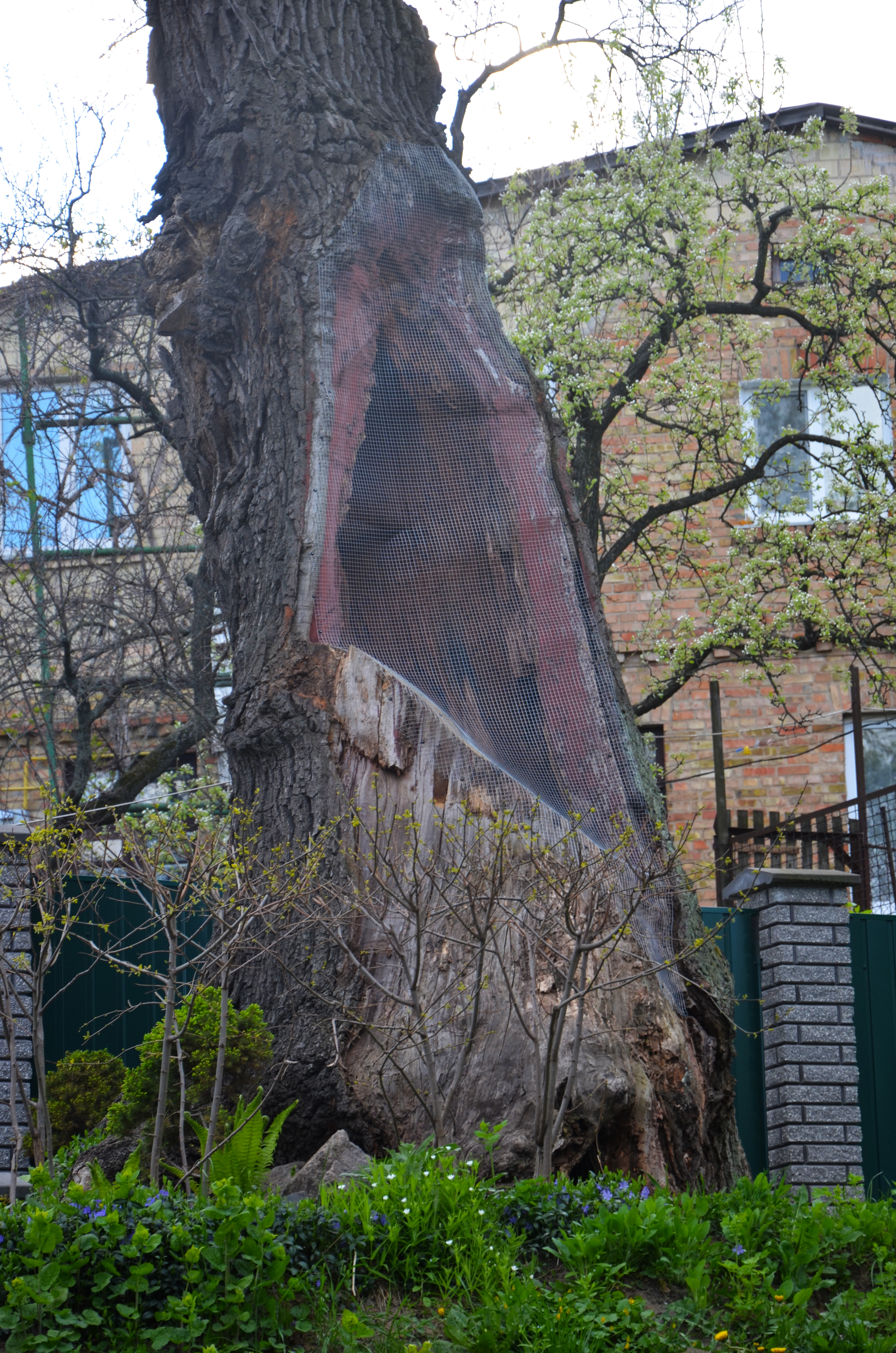
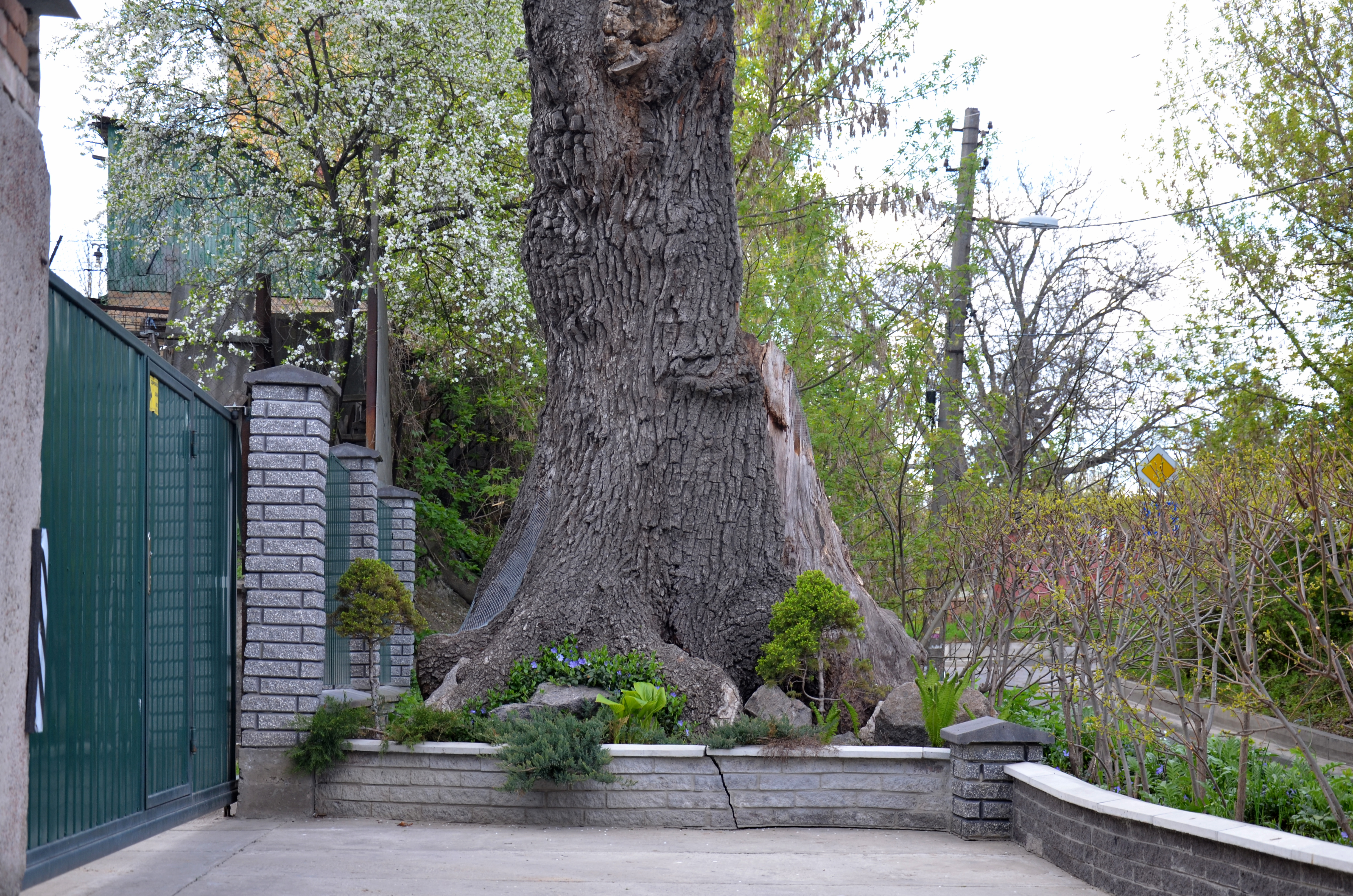